# Linjedop

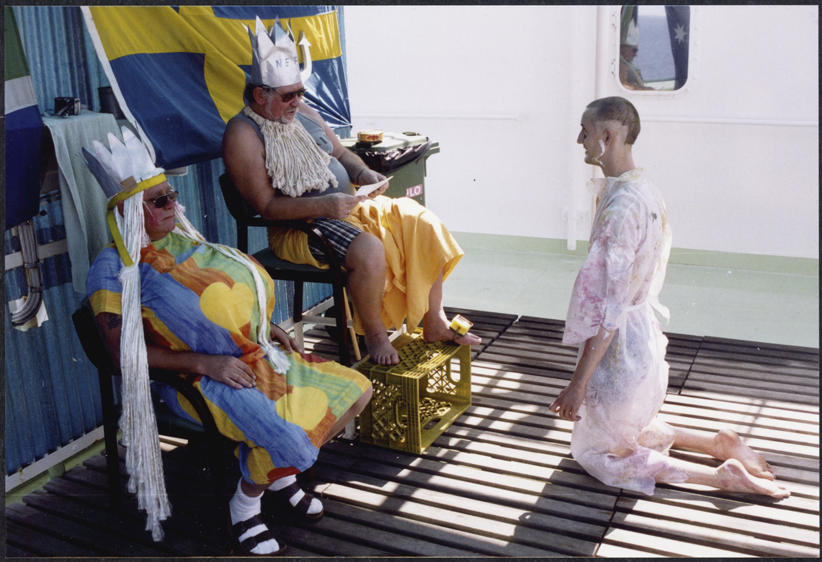
Svenskt linjedop där näst sista momentet var att knäböja framför havsguden Neptunus och kyssa hans illaluktande fot. Det hela avslutades med ett dopp i poolen.

Linjedop eller sjömansdop är en skämtsam ceremoni ombord på fartyg som anordnas vid passage av ekvatorn och andra farliga platser. Enligt gammal sjömanstradition skall alla som för första gången passerar ekvatorn, "linjen", till sjöss bli döpta av kung Neptun. Äldre benämningar är hönsning eller sotning vid linjen.
Traditionen med linjedop är mycket gammal och finns i såväl handelsflottan som örlogsflottan. Vanligtvis utfärdas ett dopbevis efter ceremonin, vilket intygar att den som blivit döpt är en "befaren sjöman". 
Seden antas ha kommit från nederländska sjöfarare. Platser där den förekommit beskrivs på Joannes van Loons sjökort över oceanerna från 1661. Den kan dock vara en ännu äldre skandinavisk sed.
Nordkap, Kullens spets i Skåne, Point de Raz i Bretagne samt vid Berlengas utanför Portugal därefter har portugiserna spridit den till att även omfatta ekvatorn, Kap Horn, Godahopp samt vändkretsarna.
I 1667 års sjölag förbjöds den men den fortlever långt in på 1960-talet i Sverige och utanför Kullen. Första dokumenterade dopet vid Kullen är från 1612 då Anthoni de Lybrey reste från Amsterdam och skriftligt beklagade sig till borgmästaren i Helsingör efter dop.
Med ett rep under axlarna tvingades man hoppa tre gånger från storånmasten eller alternativt köpa ut sig med pengar till besättningen. Drunkningar förekom.

### Webbkällor
- Fyrmuseum på Kullens fyr
- Ingemar Ihres linjedop 1928 Hämtad 2008-07-29
- Högbåtsman Kai Munch berättar om HMS Älvsnabbens långresa 1969-1970. Hämtad 2008-07-29
- Björn Wijk berättar om linjedop ombord handelsfartyget m/s Boogabilla 1955 Hämtad 2008-07-29